# 石井昌一
石井 昌一（いしい まさかず、1887年（明治20年）1月4日 - 1961年（昭和36年）12月19日）は、大日本帝国陸軍軍人。最終階級は陸軍少将。

## 経歴
1887年（明治20年）に北海道で生まれた。陸軍士官学校第20期卒業。1934年（昭和9年）8月1日に陸軍砲兵大佐進級と同時に陸軍野戦砲兵学校教官に着任。1935年（昭和10年）3月に野戦重砲兵第1連隊長に転じ、1937年（昭和12年）3月に近衛野砲兵連隊長に就任した。
1938年（昭和13年）7月15日に陸軍少将に進級し、陸軍砲工学校砲兵科長に就任した。1939年（昭和14年）8月1日に待命、9月3日に予備役に編入された。

## 栄典
勲章等
- 1940年（昭和15年）8月15日 - 紀元二千六百年祝典記念章[3]